# ベルサイユのばら オリジナル・サウンドトラック 薔薇は美しく散る
『ベルサイユのばら オリジナル・サウンドトラック 薔薇は美しく散る』（ベルサイユのばら オリジナル・サウンドトラック ばらはうつくしくちる）は、テレビアニメ『ベルサイユのばら』のオリジナル・サウンドトラック・アルバムである。1979年12月1日にキティレコードから発売された。全9曲収録。

## 概要
LP盤（規格品番：MKA-7002）とカセットテープ（規格品番：CKA-7002）の二種類がリリースされる。
馬飼野康二が全曲の作曲・編曲を手掛けた。鈴木宏子が歌うオープニングテーマ「薔薇は美しく散る」とエンディングテーマ「愛の光と影」にも収録されている。ディスクジャケットについている帯は「オスカルとマリー・アントワネットの華麗なカラー・ポスター付き!!」と書いている。
1994年、「ベルサイユのばら 名場面音楽集 薔薇は美しく散る」とともに2枚のアルバムを1枚のCDに収録されている。

## 曲目リスト
SIDE-1：
1. 薔薇は美しく散る [3:19]
作詞：山上路夫 - 作・編曲：馬飼野康二 - 歌：鈴木宏子
2. 情熱の紅いばら [5:42]
作・編曲：馬飼野康二 - ナレーション：田島令子（オスカル）、志垣太郎（アンドレ）
3. 愛ゆえの哀しみ [4:45]
作詞：山上路夫 - 作・編曲：馬飼野康二 - 歌：鈴木宏子、田島令子（オスカル）
4. MAGICAL ROSE [3:38]
作詞：Alice Sokulas - 作・編曲：馬飼野康二 - コーラス：ブロウニー

SIDE-2：
1. 星になるふたり(C'est Toi) [5:38]
作詞：片桐和子 - 作・編曲：馬飼野康二 - コーラス：ブロウニー
2. 麗しき人よ! [2:49]
作・編曲：馬飼野康二 - ナレーション：上田みゆき（マリー・アントワネット）
3. 私はとらわれびと [3:52]
作詞：来生えつこ - 作・編曲：馬飼野康二 - 歌：鈴木宏子
4. 優しさの贈り物 [3:09]
作・編曲：馬飼野康二
5. 愛の光と影 [3:06]
作詞：山上路夫 - 作・編曲：馬飼野康二 - 歌：鈴木宏子